# American Pop
American Pop es una película estadounidense de animación y musical, dirigida en 1981 por Ralph Bakshi. La película cuenta la historia de cuatro generaciones de una familia de inmigrantes rusos judíos, todos músicos cuyas carreras narran la historia de la música Pop estadounidense. La mayoría de la animación de la película se realizó a través del rotoscopio, un proceso en el que actores reales son filmados y las imágenes posteriores se utilizan por los animadores para dibujarlos. Sin embargo, la película también utiliza una variedad de otras técnicas mixtas como la acuarela, la infografía, fotos de acción en vivo y material de archivo.

## Argumento
El auge y crecimiento de la música popular americana a través del siglo XX se refleja en la vida de cuatro generaciones de una familia en este drama de animación dirigida por Ralph Bakshi. Zalmie (voz de Jeffrey Lippa), un Judío de Rusia, emigra a Estados Unidos, y trata de triunfar como cómico y músico en el vodevil, hasta que una lesión sufrida en la Primera Guerra Mundial termina su carrera como cantante. Su hijo Benny (voz de Richard Singer) hereda el amor de su padre por la música, y cuando crece hasta, se une a un combo de jazz como pianista; su carrera se ve interrumpida, sin embargo, cuando es asesinado mientras combate en la Segunda Guerra Mundial.
El hijo de Benny, Tony (voz de Ron Thompson) tiene también el gusanillo de música y está decidido a dejar su huella como compositor, se ve envuelto en la poesía beat y la comunidad musical de San Francisco, y más tarde entra en contacto con una banda psicodélica pionera. En el camino, Tony es padre de un hijo ilegítimo llamado Pete (voz de Eric Taslitz), al que no conoce hasta que ya es un muchacho, y termina por convertirse en el tutor de Pete en el mundo de las drogas de la ciudad de Nueva York, sin saber que son padre e hijo. Después de la muerte de Tony, Pete se mantiene con tráfico de drogas, mientras lucha por hacer realidad su sueño de convertirse en una estrella de rock.

## Reparto
- Ron Thompson como Tony Belinksy y Pete Belinksy.
- Jerry Holland como Louie.
- Richard Singer como Benny Belinksy.
- Lisa Jane Persky como Bella.
- Jeffrey Lippa como Zalmie Belinksy.
- Marya Small como Frankie Hart.
- Hilary Beane como Showgirl.
- Robert Beecher como Hobo #2.
- Gene Borkan como Izzy.
- Beatrice Colen como prostituta #1.
- Frank Dekova como Crisco.
- Ben Frommer como Nicky Palumbo.
- Roz Kelly como Eva Tanguay.
- Amy Levitt como Nancy.
- Richard Moll como el poeta.
- Elsa Raven como Hannele.
- Vincent Schiavelli como Theatre Owner.
- Leonard Stone como Leo.
- Eric Taslitz como Pete pequeño.
- Lynda Wiesmeier como The Blonde.

## Producción
A raíz de la producción de las luchas de El Señor de los Anillos, de Ralph Bakshi decidió que era tiempo para trabajar en algo más personal. Él lanzó American Pop a la Columbia Pictures presidente Melnick Dan. Bakshi quería producir una película con una banda sonora amplia de canciones que se le daría un contexto totalmente nuevo en yuxtaposición con las imágenes en una película. Si bien la película no refleja las experiencias propias Bakshi, sus temas fueron fuertemente influidos por las personas que había encontrado en Brownsville, de la tripulación de la película incluye diseño de caracteres y el diseño artista Louise Zingarelli, Vita, Barry E. Jackson, Adams y Marcia, quienes aportaron su toque personal a la película.  Bakshi, una vez más utilizados rotoscopia, en un intento de capturar la gama de las emociones y el movimiento requerido para la historia de la película. Según Bakshi, "Rotoscopio es terrible para sutilezas, por lo que fue difícil hacer que los resultados faciales para coincidir con los que el escenario".
La película fue un éxito desde su lanzamiento el 12 de febrero de 1981. Jerry Beck llamó "una de las mejores películas de Bakshi. En 2008, el director Hype Williams y Kanye West rindió homenaje a la película en el video musical para el sencillo "Heartless", que incluyó el uso de la animación rotoscopio y las referencias a las escenas y los antecedentes de la película. La película posee actualmente una calificación de 56 por ciento en Rotten Tomatoes.
Michael Barrier, un historiador de la animación, que se describe pop americano como una de las dos películas que demostrado "que Bakshi fue totalmente carente de la autodisciplina artística que pueda tener le permitió superar sus limitaciones."

## Banda sonora
La música de American Pop estaba compuesta por Lee Holdridge. Como resultado de su reputación como un innovador de la animación para adultos, Bakshi fue capaz de adquirir los derechos de una banda sonora amplia, incluyendo canciones de Janis Joplin, The Doors, George Gershwin, The Mamas & the Papas, Herbie Hancock, Lou Reed y Louis Prima, en el marco EE. UU. Tarifas de $ 1 millón en los permisos. Debido a problemas de remoción de la música, la película no fue lanzada en video en casa hasta 1998.